# سيرجي ماكاروف
سيرجي ماكاروف (بالإنجليزية: Sergei Makarov)‏ هو لاعب هوكي جليد روسي وحائز على ميداليتين أولمبيتين ذهبيتين.

## وصلات خارجية
- سيرجي ماكاروف على موقع دوري الهوكي الوطني (الإنجليزية)
- سيرجي ماكاروف على موقع EliteProspects.com (الإنجليزية)
- سيرجي ماكاروف على موقع Eurohockey.com (الإنجليزية)
- سيرجي ماكاروف على موقع HockeyDB.com (الإنجليزية)
- سيرجي ماكاروف على موقع Hockey-Reference.com (الإنجليزية)
- سيرجي ماكاروف على موقع اللجنة الأولمبية الدولية (الإنجليزية)
- سيرجي ماكاروف على موقع أوليمبيديا (الإنجليزية)